# Boiry-Sainte-Rictrude
Boiry-Sainte-Rictrude és un municipi francès situat al departament del Pas de Calais i a la regió dels Alts de França. L'any 2007 tenia 363 habitants.

## Demografia

### Població
El 2007 la població de fet de Boiry-Sainte-Rictrude era de 363 persones. Hi havia 149 famílies de les quals 43 eren unipersonals (4 homes vivint sols i 39 dones vivint soles), 51 parelles sense fills, 47 parelles amb fills i 8 famílies monoparentals amb fills.
La població ha evolucionat segons el següent gràfic:
Habitants censats

### Habitatges
El 2007 hi havia 163 habitatges, 155 eren l'habitatge principal de la família i 8 estaven desocupats. Tots els 162 habitatges eren cases. Dels 155 habitatges principals, 126 estaven ocupats pels seus propietaris, 24 estaven llogats i ocupats pels llogaters i 5 estaven cedits a títol gratuït; 1 tenia una cambra, 2 en tenien dues, 15 en tenien tres, 34 en tenien quatre i 102 en tenien cinc o més. 131 habitatges disposaven pel capbaix d'una plaça de pàrquing. A 72 habitatges hi havia un automòbil i a 52 n'hi havia dos o més.

### Piràmide de població
La piràmide de població per edats i sexe el 2009 era:
| Homes | Edats   | Dones |
| ----- | ------- | ----- |
| 0     | 95 o +  | 0     |
| 0     | 90 a 94 | 0     |
| 0     | 85 a 89 | 8     |
| 16    | 80 a 84 | 4     |
| 8     | 75 a 79 | 8     |
| 0     | 70 a 74 | 20    |
| 12    | 65 a 69 | 24    |
| 8     | 60 a 64 | 8     |
| 12    | 55 a 59 | 12    |
| 12    | 50 a 54 | 12    |
| 12    | 45 a 49 | 8     |
| 24    | 40 a 44 | 16    |
| 4     | 35 a 39 | 12    |
| 28    | 30 a 34 | 4     |
| 20    | 25 a 29 | 12    |
| 12    | 20 a 24 | 12    |
| 4     | 15 a 19 | 12    |
| 4     | 10 a 14 | 28    |
| 24    | 5 a 9   | 8     |
| 12    | 0 a 4   | 16    |

## Economia
El 2007 la població en edat de treballar era de 212 persones, 151 eren actives i 61 eren inactives. De les 151 persones actives 141 estaven ocupades (80 homes i 61 dones) i 10 estaven aturades (9 homes i 1 dona). De les 61 persones inactives 21 estaven jubilades, 16 estaven estudiant i 24 estaven classificades com a «altres inactius».

### Ingressos
El 2009 a Boiry-Sainte-Rictrude hi havia 160 unitats fiscals que integraven 394,5 persones, la mediana anual d'ingressos fiscals per persona era de 18.205 €.

### Activitats econòmiques
Dels 15 establiments que hi havia el 2007, 2 eren d'empreses alimentàries, 2 d'empreses de construcció, 3 d'empreses de comerç i reparació d'automòbils, 2 d'empreses de transport, 2 d'empreses d'hostatgeria i restauració, 3 d'empreses de serveis i 1 d'una entitat de l'administració pública.
Dels 3 establiments de servei als particulars que hi havia el 2009, 1 era un taller de reparació d'automòbils i de material agrícola i 2 fusteries.
L'únic establiment comercial que hi havia el 2009 era una carnisseria.
L'any 2000 a Boiry-Sainte-Rictrude hi havia 10 explotacions agrícoles.

## Equipaments sanitaris i escolars
El 2009 hi havia una escola elemental integrada dins d'un grup escolar amb les comunes properes formant una escola dispersa.

## Poblacions més properes
El següent diagrama mostra les poblacions més properes.